# John O'Neil
John Thomas O'Neil (4 de outubro de 1898 — 25 de março de 1950) foi um jogador de rugby union estadunidense, campeão olímpico.

## Carreira
Enquanto frequentava a Universidade de Santa Clara, jogou pelo Santa Clara Broncos. Na década de 1920, ele e seu irmão Louis atuavam na indústria petroquímica perto de Sunburnst e Cat Creek, Montana.
Participou duas vezes dos Jogos Olímpicos com a seleção dos Estados Unidos. No torneio de rugby union nos Jogos de 1920, a equipe americana, composta em sua maioria por estudantes das universidades de Santa Clara, Berkeley e Stanford, derrotou os favoritos franceses por 8–0 em uma partida disputada em 5 de setembro de 1920 no Estádio Olímpico.
Ele também participou do torneio nos Jogos Olímpicos de Verão de 1924. Ele jogou as duas partidas desta competição, nas quais os americanos derrotaram a Romênia por 37–0 no Stade de Colombes em 11 de maio, e uma semana depois derrotaram a França por 17–3. Ao vencer as duas partidas, os norte-americanos venceram o torneio, conquistando assim as medalhas de ouro olímpicas. Juntamente com outros medalhistas de ouro do rugby union, ele foi incluído no Hall da Fama do IRB em 2012.